# Route nationale 395
Die Route nationale 395, kurz N 395 oder RN 395, ist eine ehemalige französische Nationalstraße.
Die Straße wurde erstmals 1933 eingerichtet und zugleich in das Nationalstraßennetz aufgenommen.
Der Streckenverlauf verlief von Vitry-en-Perthois aus bis nach Revigny-sur-Ornain auf einer Länge von 32,5 Kilometern.
Im Jahr 1973 erfolgte die Herabstufung der Nationalstraße auf der gesamten Strecke. Sie wurde in die Département-Straße D995 umgewidmet.